# دانی‌پیس
دانی‌پیس (به انگلیسی: Dunipace) یک روستا در بریتانیا است که در فالکرک واقع شده‌است.